# Tale Spin (datorspel)
Tale Spin är ett datorspel från 1991, lanserat av Capcom till NES. Det är baserat på TV-serien med samma namn. Det släpptes också till Game Boy. Sega släppte sin egen version till Mega Drive och Game Gear. NEC gjorde sin version till PC Engine. NES-spelet finns med i The Disney Afternoon Collection.

## Handling
Baloo och Ville levererar frakt för Rebeccas företag. Shere Khan vill sätta stopp för hennes affärer, och anlitar sina luftpirater.
I NES- och Game Boy-versionerna levererar Baloo lasten i världen, samt strider mot luftpiraterna. Spelaren styr Baloo i sitt flygplan utom på bonusbanorna, där man i stället styr Ville.

### Fotnoter
1. ↑  Chip Carter, Jonathan Carter (10 januari 1992). ”Fans Of Talespin Cartoons Can Look Forward to More Fun” (på engelska). Chicago Tribunes. Arkiverad från originalet den 8 oktober 2016. https://web.archive.org/web/20161008163607/http://articles.chicagotribune.com/1992-01-10/entertainment/9201030584_1_video-games-baloo-nintendo. Läst 18 juni 2016.
2. ↑  Makuch, Eddie (15 mars 2017). ”Six Classic Disney Games Coming To PS4, Xbox One, And PC In New Compilation Pack”. GameSpot. http://www.gamespot.com/articles/six-classic-disney-games-coming-to-ps4-xbox-one-an/1100-6448744/. Läst 3 november 2021.